# Nowa Wieś Ujska
Nowa Wieś Ujska – wieś w Polsce położona w województwie wielkopolskim, w powiecie pilskim, w gminie Ujście.
W latach 1975–1998 miejscowość administracyjnie należała do województwa pilskiego.

## Historia
Miejscowość pierwotnie związana była z Wielkopolską. Ma metrykę średniowieczną i istnieje co najmniej od początku XV wieku. Po raz pierwszy wymieniana w dokumencie z 1403 jako Nouavilla, 1430 Nowawyesz, 1470 Nowawyesch.
Tereny wsi zamieszkiwane były przed zachowanymi w archiwalnych dokumentach historycznych. Archeolodzy odkryli ślady osadnictwa z okresu kultury łużyckiej oraz pomorskiej.
Miejscowość była wsią królewską i leżała w starostwie ujskim należącą do królów polskich. W 1508 leżała w powiecie pozańskim Korony Królestwa Polskiego w parafii Ujście.
W 1403 biskup poznański Wojciech Jastrzębiec przeznaczając różne dziesięciny dla wikariuszy katedry poznańskiej, w tym m.in. z Nowej Wsi. W 1406 papież Grzegorz XII zatwierdził tę darowiznę. W 1430 król polski Władysław Jagiełło zezwolił Marcinowi ze Sławska wykupić za 500 grzywien miasto królewskie Ujście wraz z okolicznymi wsiami, w tym m.in. z Nową Wsią, który nabył ją od podkomorzego poznańskiego Piotra Korzboka. W latach 1508–1509 nastąpiło rozgraniczenie wsi królewskiej Nowa Wieś z sąsiednimi wsiami należącymi do szlachcica Wojciecha Zaremby Jabłonowskiego. W 1527 odnotowano kopiec narożny stojący w miejscu zwanym Myczkowy, dzielącym Nową Wieś z sąsiednimi wsiami Jabłonowo i Mirosław. W 1565 przy wsi odnotowano dwa jeziorka bez nazwy. Pierwsze o wymiarach 6 na 3 sznury oraz drugie liczące 5 na 3 sznurów, a oba głębokie na 6 łokci.
Wieś odnotowały historyczne księgi podatkowe. W latach 1469, 1470 oraz w 1475 Nowa Wieś nie zapłaciła podatków. W 1510 odnotowano w niej folwark, 3 łany należące do wójtostwa ujskiego oraz 34 łany, a w tym 29 łanów osiadłych przez kmieci, 4 łany uprawiane przez starostę ujskiego Hieronima Mosińskiego. Jeden łan był wówczas opustoszały. W 1563 miał miejsce pobór od 10,5 łana oraz karczmy dorocznej. W 1565 we wsi gospodarowało 17 kmieci na 8,5 śladach roli, 2 półślady były opuszczone. We wsi był także karczmarz i zagrodnik. Wójtostwo należało do wójta w Ujściu, a wraz z nim 1,5 śladów roli oraz 12 kmieci. Odnotowano także jednego wolnego karczmarza oraz zagrodnika. W 1580 płatnikiem podatków ze wsi był wojewoda poznański Stanisław Górka, który zapłacił pobór od 15 półłanków, dwóch zagrodników, trzech rzemieślników i karczmy, do której przynależało pół łana roli.
W wyniku II rozbioru Rzeczypospolitej w 1793, miejscowość przeszła w posiadanie Prus i jak cała Wielkopolska znalazła się w zaborze pruskim. Według danych z końca XIX wieku wieś zamieszkiwało około 700 osób. Do ówczesnej Nowejwsi należała osada Sandkrug i kolonia. Mieszkańcy wioski pomagali walczącym w czasie powstania wielkopolskiego. Aż do końca II wojny światowej we wsi mieszkała spora liczba Niemców. Po wojnie mieszkała już tylko jedna rodzina niemiecka.
Po wojnie dużo ludności napłynęło ze Wschodu oraz województwa krakowskiego i poznańskiego. W 1945 r. było we wsi 136 gospodarstw, które z czasem weszły w skład spółdzielni rolniczej. W 1945 roku postawiono kaplicę dzięki Janowi Kinowi, którą zastąpiono w 1992 r. kościołem pw. Serca Jezusowego. 

## Gospodarka
Wieś jest typowo rolnicza. średnia wielkość gospodarstw wynosi 16 ha a największe dochodzą do 190 ha. We wsi znajdują się również 4 stawy. We wsi działa Stacja Doświadczalna Oceny Odmian, ośrodek szkolenia kierowców, prywatny warsztat mechaniczny, 4 bazy transportowe świadczące usługi.

## Położenie
Wieś leży niedaleko drogi krajowej nr 11. Do Ujścia jest stąd 4 km oraz 2 km od drogi wojewódzkiej nr 182 Ujście-Czarnków. Najbliższe wsie to: Mirosław, Chrustowo, Jabłonowo i Węglewo.